# Reichersdorf (Thalmässing)
Reichersdorf ist ein Gemeindeteil des Marktes Thalmässing im Landkreis Roth (Mittelfranken, Bayern). Reichersdorf liegt in der  Gemarkung Ruppmannsburg.

## Geographische Lage
Das Kirchdorf liegt auf der Jurahochebene der Südlichen Frankenalb auf 562 m ü. NHN südöstlich von Ruppmannsburg. Gemeindeverbindungsstraßen verbinden Reichersdorf mit Wengen und dort mit der Staatsstraße 2227, mit Ruppmannsburg, mit Waizenhofen und mit Biburg.
Die Dorfflur ist 364 Hektar groß.

## Ortsnamensdeutung
Karl Kugler deutet den Ortsnamen als „Dorf des Richheri, d. h. des reichen, des mächtigen Kriegsmannes, von richi, reich, mächtig, und heri, Krieger.“

## Geschichte
Der Ort wurde wahrscheinlich im 8./9. Jahrhundert gegründet. Im Jahr 1129 ist er erstmals urkundlich erwähnt, als das Kloster Plankstetten mit Gütern ausgestattet wurde. Unter den Zeugen der Gründungsurkunde ist der Ortsadelige Wolffher de Richerstorff genannt. Auch im Schenkungsbuch der Propstei Berchtesgaden des 12. Jahrhunderts werden er und sein Sohn Dietrich erwähnt; Letzterer tritt als „Dietricus de Richersdorf“ nochmals zwischen 1146 und 1149 als Urkundenzeuge für das Kloster Plankstetten in Erscheinung sowie in einer bischöflich-eichstättischen Urkunde vom 18. Juni 1162. 1372 kam Reichersdorf unter die Herrschaft des Burggrafentums Nürnberg und wurde in der Folge 1440 brandenburg-ansbachisch und unterstand damit dem Oberamt Stauf-Landeck. 1411 verkaufte das Kloster Berchtesgaden den Besitz seiner Propstei (Groß-)Höbing an das Kloster Kastl, und dieses veräußerte den Besitz 1457 an das Domkapitel zu Eichstätt.
Im Dreißigjährigen Krieg wurde das Dorf von den Schweden heimgesucht; 1642 waren keine Pferde und Ochsen mehr vorhanden. In der Gegend von Reichersdorf, so in der Reichersdorfer Leithnerackergrube, wurde zum Teil bis ins 18. Jahrhundert hinein im Tagebau Bohnerz mit 30-prozentigem Eisengehalt abgebaut, das in markgräflichen Schmelzhütten und – im Falle der Leithnerackergrube mit ergiebigen Flözen von 3,5 Fuß Dicke – im fürstbischöflichen Eisenverhüttungswerk Obereichstätt verhüttet wurde.
Gegen Ende des Alten Reiches bestand das Dorf aus zehn Anwesen, von denen drei Höfe und fünf Köblergüter zum ehemals brandenburg-ansbachischen, seit 1792 preußischen Kastenamt Stauf (seit 1797 mit Sitz in Thalmässing) gehörten, das auch die Dorf- und Gemeindeherrschaft ausübte, und zwei Güter, die vermutlich seit 1457 dem Willibaldschorstift des Domkapitels Eichstätt gehörten. Außer der Dorfkirche gab es als gemeindlichen Besitz noch das Hirtenhaus. Die Hochgerichtsbarkeit lag bis 1792/97 beim Oberamt Stauf-Landeck. Das Dorf gehörte kirchlich zur unteren Thalmässinger evangelisch-lutherischen Pfarrei St. Gotthard.
Im Königreich Bayern kam Reichersdorf zusammen mit Ruppmannsburg 1808 zum Steuerdistrikt Wengen. Mit dem Gemeindeedikt von 1818 wurden Ruppmannsburg und Reichersdorf zur Ruralgemeinde Ruppmannsburg zusammengeschlossen. Zunächst (ab 1809) im Landgericht Raitenbuch, kam die Gemeinde 1812 an das Landgericht Greding.
1875 wurden bei 77 Einwohnern an Großvieh sechs Pferde und 125 Stück Rindvieh gehalten. Reichersdorf litt aufgrund seiner Lage auf der Albhochfläche an Wassernot. Die Gemeindehüll, eine Vertiefung in der Ortsmitte, die das Oberflächenwasser sammelte, diente der Wasserversorgung der Haustiere; das Weidevieh wurde durch die „Kühhüll“ beim Thalmässinger Weg mit Wasser versorgt. Einige Höfe hatten eine eigene Hüll. Als Trinkwasser für die Haushalte wurde mittels runden Zisternen das Regenwasser von den Dächern gesammelt. 1920 wurden im Dorf Brunnen gebohrt – ein mühsames Unterfangen bei dem felsigen Untergrund ab etwa fünf Meter Tiefe, das zudem nur in einem Fall von Erfolg gekrönt war. 1926 wurde eine Hochdruck-Wasserleitung von einem Wasserbehälter am Hohen Rancken eingerichtet. 1980/81 schloss sich Reichersdorf an die Wasserversorgung der Jura-Schwarzach-Thalach-Gruppe an. 1934 erfolgte der Anschluss des Dorfes an das elektrische Netz.
In den ersten Jahren nach dem Zweiten Weltkrieg war die Einwohnerzahl durch Flüchtlinge und Vertriebene vorübergehend stark angestiegen. Am 1. Januar 1972 wurde die Gemeinde Ruppmannsburg und damit auch Reichersdorf in den Markt Thalmässing im Landkreis Roth eingegliedert.
Die Kinder besuchen heute als Fahrschüler die Grundschule in Thalmässing. In früheren Zeiten (so im 19. Jahrhundert und noch bis in die 1960er Jahre) gingen sie nach Ruppmannsburg zur Schule, die zur evangelisch-lutherischen Pfarrei St. Gotthard in Thalmässing gehörte.
2012/13 wurden im Rahmen der Flurbereinigung mit Maßnahmen der Dorferneuerung begonnen.

### Einwohnerentwicklung
- 1818: 78 (13 „Feuerstellen“ = Haushaltungen, 13 Familien)[19]
- 1823: 78 (13 Anwesen)[14]
- 1846: 85 (16 Häuser, 18 Familien, darunter 1 Wirt)[17]
- 1871: 77 (47 Gebäude)[15]
- 1900: 92 (15 Wohngebäude)[20]
- 1937: 90 Protestanten, keine Katholiken[21]
- 1950: 127 (15 Anwesen)[14]
- 1961: 70 (14 Wohngebäude)[22]
- 1970: 54[23]
- 2015: 48[24]
- 2018: 49

## Evangelisch-lutherische Filialkirche St. Johannis Enthauptung

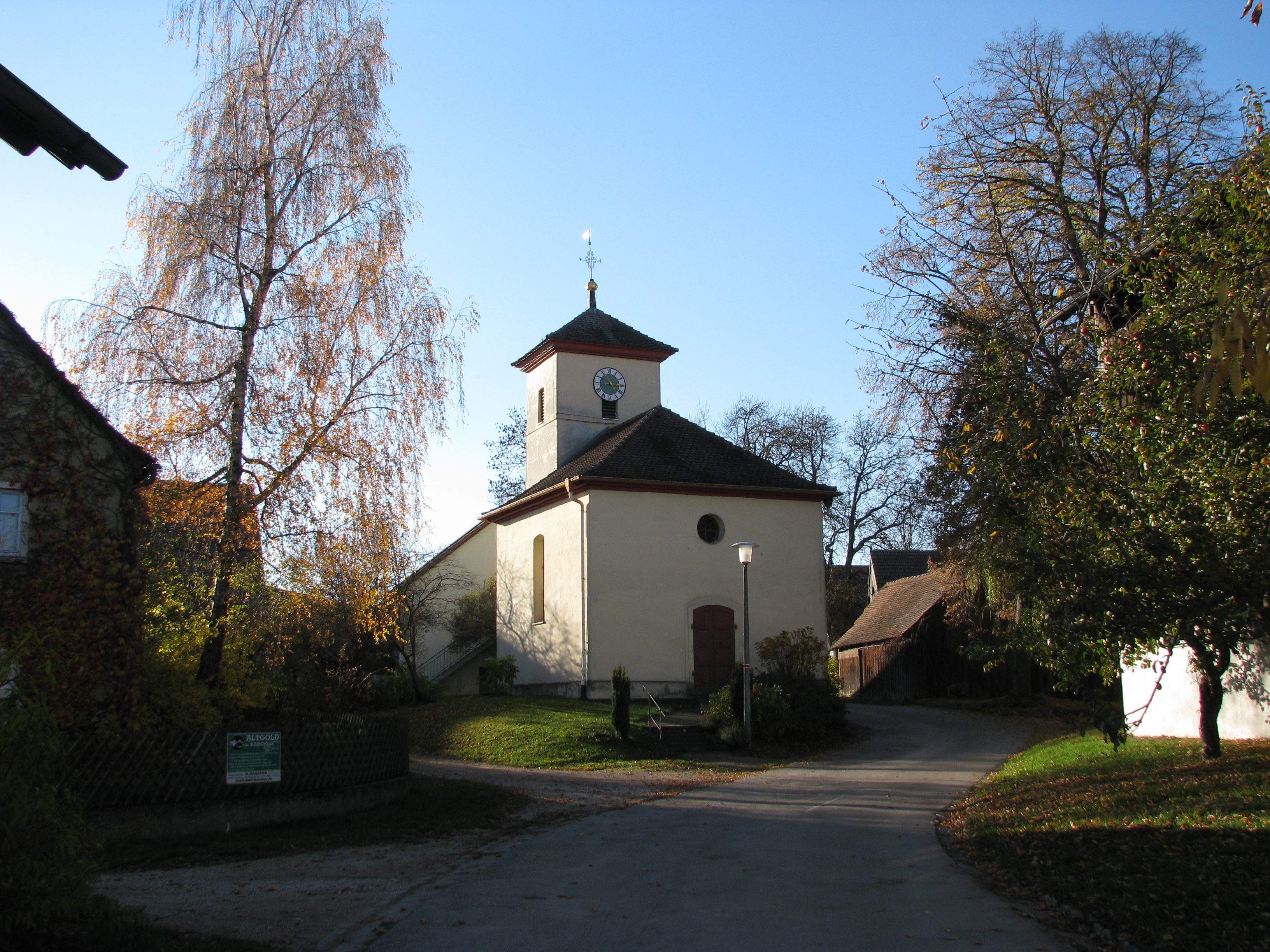
Dorfkirche St. Johannes Baptist

Der kleine rechteckige Saalbau mit Walmdach und östlichem Turm mit flachem Zeltdach wurde 1775 nach Plänen des brandenburg-ansbachischen Hofbaudirektors Johann David Steingruber errichtet. Er ist mit einem Kanzelaltar ausgestattet und gilt als Baudenkmal.

## Vereine
- Evangelische Landjugend (ELJ) Reichersdorf
- Freiwillige Feuerwehr Ruppmannsburg-Reichersdorf

## Wiederkehrende Feste
Am 1. Sonntag im September wird alljährlich Kirchweih gefeiert.

## Freizeit
Der Thalmässinger Wanderweg Nr. 6 berührt Reichersdorf.

## Persönlichkeiten

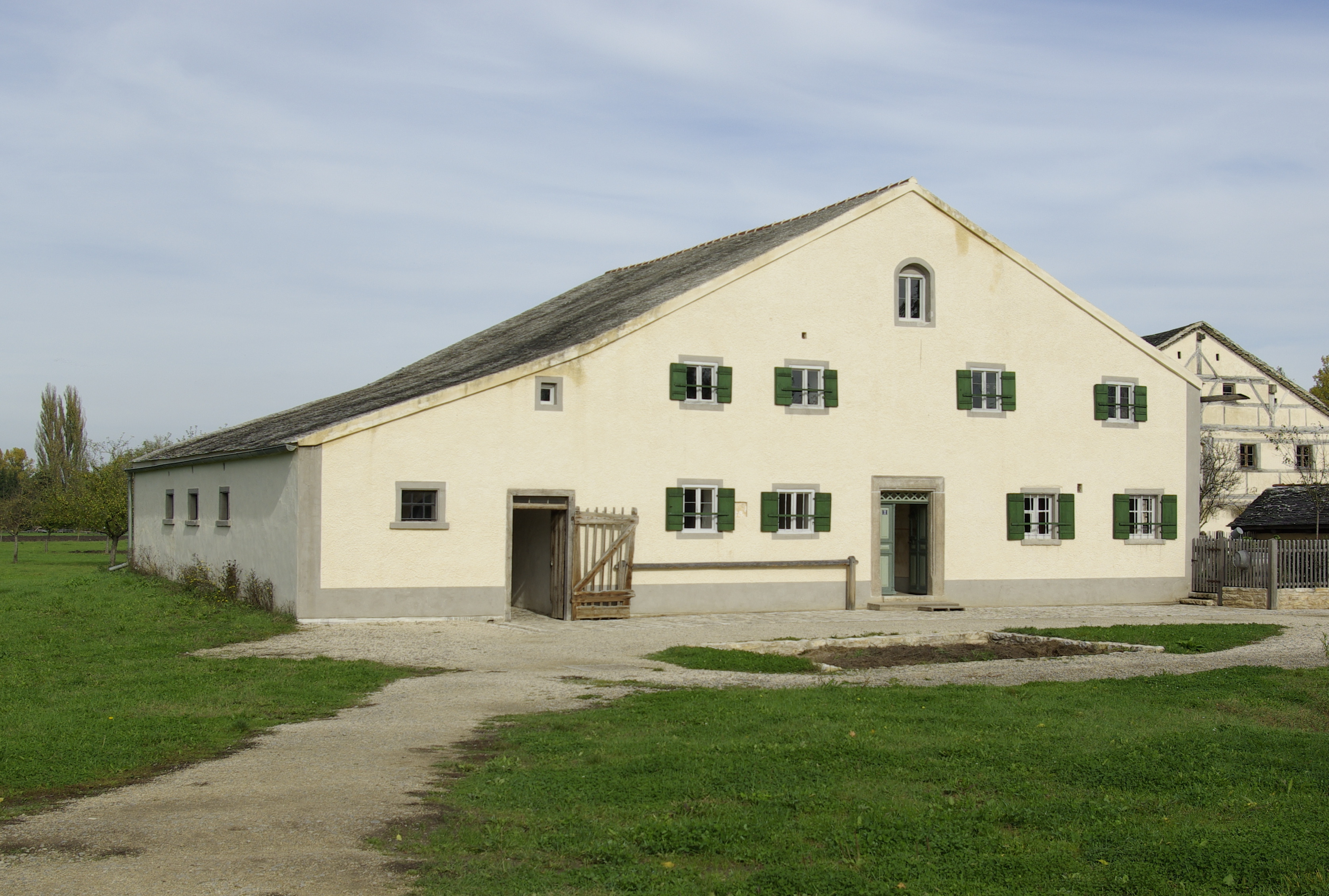
Bauernhaus aus Reichersdorf im Fränkischen Freilandmuseum Bad Windsheim

- Fritz Weglöhner († 5. März 2012), Heimatforscher, Fossilien- und Vorgeschichtssammler[26]

## Sonstiges
Ein Jura-Bauernhaus, das „Gerchadel“-Anwesen, das in der Erstanlage auf 1497 zurückgeht und im ausgehenden 17. Jahrhundert weitgehend neugebaut wurde, stand in Reichersdorf nahe der Kirche und ist seit 2010/2012 im Fränkischen Freilandmuseum Bad Windsheim als größtes Bauernhaus mit integriertem böhmischen Stall zu sehen. Von dem Bauernhaus führte ein unterirdischer Gang zum Chor der Kirche.